# حامول مضغوط
حامول مضغوط (الاسم العلمي:Cuscuta compacta) هو نوع من النباتات يتبع جنس الحامول من الفصيلة المحمودية.